# Autostrada Wielkopolska
Autostrada Wielkopolska SA (skrót AW SA) – celowa spółka akcyjna z siedzibą w Poznaniu, założona 7 listopada 1992 dla zrealizowania budowy i eksploatacji zachodniego odcinka płatnej autostrady A2 Świecko – Modła (Konin), zgodnie z udzieloną koncesją.

## Historia
Spółka została założona 7 listopada 1992 z inicjatywy Jana Kulczyka i Andrzeja Patalasa, a zarejestrowana 21 stycznia 1993. Pierwsza umowa koncesyjna – zawarta w 1997 – przewidywała wybudowanie (do 2001 według deklaracji koncesjonariusza) i zarządzanie przez AW SA odcinkiem A2 Świecko – Stryków o długości ok. 360 km. W 1999 rząd wycofał się z części umowy dotyczącej odcinka Modła – Stryków i zlecił jego budowę Generalnej Dyrekcji Dróg Krajowych i Autostrad ze środków budżetowych i pozyskanych. Na podstawie aneksów do umowy koncesyjnej AW SA zbudowała i zarządza do 10 marca 2037 roku odcinkiem A2 Świecko – Modła o łącznej długości ok. 253 km.

### Odcinek Nowy Tomyśl – Modła
Pierwszy etap budowy autostrady Nowy Tomyśl – Modła o długości ok. 149 km (w tym ok. 48 km zmodernizowanej, istniejącej wcześniej autostrady) oddawany był do eksploatacji odcinkami:
- 20 grudnia 2002: oddano do użytku całkowicie zmodernizowany odcinek Września – Modła – Konin (47,7 km)[5]
- 12 września 2003: spółka wyposażyła w system alarmowy i przejęła w bezpłatne zarządzanie południową obwodnicę Poznania: Komorniki – Krzesiny (13,3 km)[5]
- 27 listopada 2003: zakończono budowę i oddano do użytku nowy odcinek autostrady Krzesiny – Września (37,5 km)[5]
- 27 października 2004: zakończono budowę i oddano do użytku nowy odcinek autostrady Nowy Tomyśl – Komorniki (50,4 km)[5].

Przejazd tymi odcinkami jest płatny, z wyłączeniem południowej obwodnicy Poznania zbudowanej ze środków budżetowych, Phare i kredytu z Europejskiego Banku Inwestycyjnego.
W przypadku tego odcinka koszty eksploatacji, remontów oraz spłaty kredytów zaciągniętych na budowę pokrywane są z opłat, które za przejazd płacą kierowcy. Wysokość opłat ustala koncesjonariusz w oparciu o zapisy umowy koncesyjnej.

### Odcinek Świecko – Nowy Tomyśl
Etap drugi inwestycji: Świecko – Nowy Tomyśl (104,5 km) przez długi czas pozostawał w fazie projektowej, głównie z powodu trwających od jesieni 2003 roku negocjacji dotyczących kosztów budowy oraz zmian przepisów i ustawy o autostradach płatnych. Proponowane przez koncesjonariusza ceny według strony rządowej były zbyt wysokie, natomiast pod koniec roku 2006 prasa doniosła, że koszty budowy wyniosą ok. 600 mln € (ok. 5,7 mln €/km).
Pod koniec sierpnia 2006, nastąpił zwrot w rozmowach pomiędzy koncesjonariuszem, GDDKiA, a wojewodą lubuskim w sprawie budowy zachodniego odcinka A2. Ustalono, że AW SA wystąpi o wydanie tzw. punktowych zmian (związanych ze zmianami w projekcie autostrady) w nieważnej już decyzji lokalizacyjnej, zamiast ponownego występowania o nową decyzję (za czym opowiadał się dotychczas wojewoda). Jeżeli spółka uzyska takie decyzje, opracuje raport o oddziaływaniu projektowanej autostrady na środowisko naturalne (wymagany nowymi przepisami budowlanymi) oraz pozyska źródła finansowania inwestycji do końca 2006.
Jednakże sprawa dalej się dłużyła. Pod koniec 2007 roku rząd Jarosława Kaczyńskiego porozumiał się początkowo co do ceny za budowę odcinka. Jednakże potem koncesjonariusz podwyższył cenę w czasie negocjacji z rządem Donalda Tuska, co spowodowało przedłużenie negocjacji o pół roku. Sprawy zmieniły obrót na dobrą stronę, kiedy AW SA zaproponowało, że wybuduje ten odcinek z nawierzchnią betonową, co umożliwi większą i dłuższą eksploatację trasy. W końcu 29 sierpnia 2008 roku doszło do podpisania umowy na budowę i eksploatację autostrady A2 od Świecka do Nowego Tomyśla. Umowa zakładała wybudowanie trasy do pierwszej połowy 2012 roku. Otwarcie nowego odcinka, liczącego 105,9 km odbyło się 1 grudnia 2011, kilka miesięcy przed terminem.
Wysokość opłat za przejazd ustala minister do spraw transportu a wpływy przekazywane są do Krajowego Funduszu Drogowego. Koszt utrzymania, remontów oraz spłaty kredytów zaciągniętych na budowę autostrady pokrywany jest ze stałej „opłaty za dostępność” przekazywanej koncesjonariuszowi okresowo ze środków publicznych. Wysokość opłaty za dostępność nie została ujawniona.

### Pomoc publiczna
W 2009 Komisja Europejska zgodziła się, by rząd Polski wypłacał pomoc publiczną (pod postacią stałej „opłaty za dostępność” niezależnej od wpływów z opłat dokonywanych na bramkach) GTC (A1 od Grudziądza do Torunia) i Autostradzie Wielkopolskiej (A2 od Świecka do Nowego Tomyśla) przez kilka dekad eksploatacji. Według Ministerstwa Infrastruktury „wartość pomocy stanowi informacje poufne, które nie mogą być publikowane”. Dodatkowo Autostrada Wielkopolska dostała rządowe gwarancje spłaty kredytów.
W 2017 Komisja Europejska nakazała rodzinie Kulczyków zwrot Polsce 895 mln zł z tytułu zawyżonych rekompensat ze skarbu państwa.

## Działalność

### Spółki zależne
AW SA utworzyła dwie spółki-córki:
- A2 Bau Development GmbH – do wybudowania koncesyjnego odcinka A2
- Autostrada Eksploatacja SA – do zarządzania powyższym odcinkiem

### Zarząd spółki
- Prezes: Peter Haykowski
- Wiceprezes ds. eksploatacji autostrady: Andrzej Lewandowicz
- Wiceprezes ds. finansowych: Robert M. Nowak

Przewodniczący rady nadzorczej: Sebastian Kulczyk

### Akcjonariusze
- Meridiam Infrastructure / AECOM/ (19,89% akcji)
- Egis Projects
- Kulczyk Holding S.A. (24,1% akcji)
- Kulczyk Investment GmbH (19,3% akcji)
- NCC International AB (10% akcji)
- Orlen
- Polska Grupa Energetyczna (20% akcji)
- Strabag AG
- Transroute International SA

### Siedziba spółki
ul. Stanisława Zwierzchowskiego 1,

61-248 Poznań